# Gohardus van Nantes

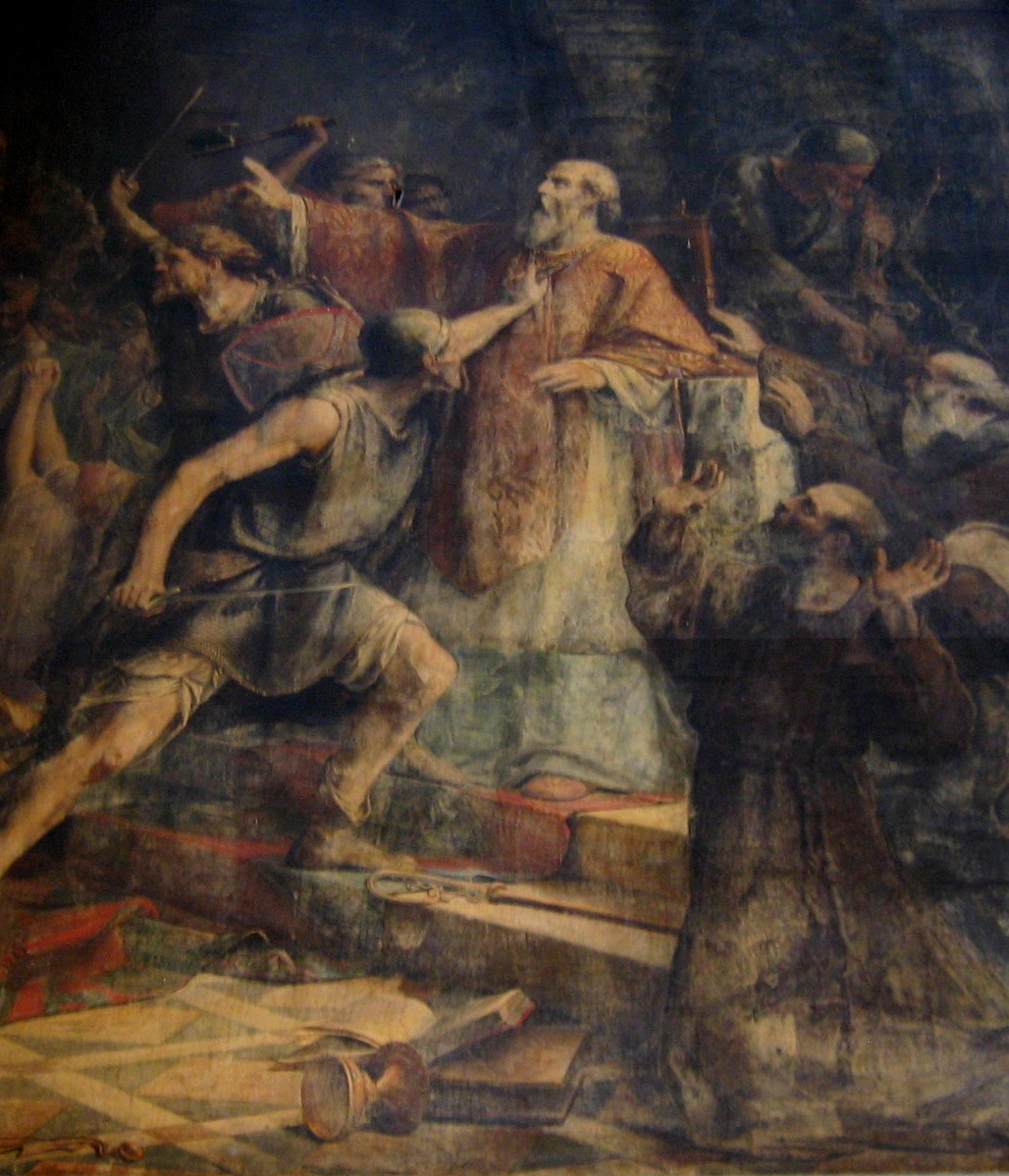
Moord op Gohardus

Gohardus van Nantes († 843) is een rooms-katholiek heilige. Hij was bisschop van Nantes en heer van Blain.
Tijdens zijn episcopaat vond in 843 de Slag bij Blain (Bataille de Blain) plaats tussen Franken en Bretons. In hetzelfde jaar nog kwamen de Vikingen naar Nantes. Ze zouden de kerk binnengedrongen zijn waar Gohardus de Mis opdroeg en Gohardus hebben vermoord, evenals de aanwezige gelovigen. Volgens de legende nam de -onthoofde- Gohardus zijn hoofd op en wandelde ermee naar de Loire, van waar een schip hem vervoerde naar Angers. Daar zou hij in de Sint-Pieterskerk zijn bijgezet.
Tien jaar later kwamen de Vikingen terug en staken de stad Nantes in brand. Ze verschansten zich op enkele eilandjes in de Loire en hielden van daar uit hun strooptochten. Pas in 939 werden ze verslagen door Alan II van Bretagne.
In 1096 werd Godardus heilig verklaard. De romaanse crypte van de Kathedraal van Nantes werd aan hem gewijd en zijn relieken werden vanuit Angers hierheen gebracht.
Op 24 juni is zijn feestdag.